# 138
Cette page concerne l'année 138  du calendrier julien. Pour l'année 138 av. J.-C., voir 138 av. J.-C. Pour le nombre 138, voir 138 (nombre).
L'année 138 est une année commune qui commence un mardi.

## Événements
- 6 janvier : début supposé du pontificat de Hygin[1] (fin en 140–142) (ou en 136[2]).
- 25 février : Hadrien adopte Antonin le Pieux[3]. Issu d’une famille nîmoise, mais né à Lanuvium, dans le Latium, il est chargé de préparer la transition, en adoptant à son tour le fils d’Aelius César, Lucius Aurelius Verus et  le fils du préteur Marcus Annius Verus, Marc Aurèle[4].
- 10 juillet : mort d'Hadrien. Début du règne d'Antonin, empereur romain (fin en 161)[3].
  - À sa mort, Hadrien laisse l’empire en paix et en sécurité. Le Sénat, écarté du pouvoir pendant son règne, prétend lui refuser l’apothéose. On parle même de le déclarer tyran et d’annuler ses actes. Antonin doit intervenir pour sauver la mémoire de son père adoptif. Le Sénat renonce à son attitude[5].
- En Bretagne, des Brigantes non soumis passent le mur d'Hadrien et attaquent le district de Genunia, en territoire romain ; Antonin envoie un nouveau gouverneur, Quintus Lollius Urbicus, qui bat les tribus au-delà du mur et repousse la frontière plus au nord[6].
- Ti. Haterius Nepos Atinas est gouverneur de Pannonie ; il semble être le premier sénateur à gagner les ornements du triomphe[7].
- Lors de son avènement, Antonin le Pieux reçoit des ambassades indienne, des Bactriennes et des Hyrcaniennes venues renouveler les alliances[8].

## Décès en 138
- 1er janvier : Lucius Aelius (Lucius Ceionius Commodus), nommé après son adoption par Hadrien Lucius Aelius Caesar[9].
- 10 juillet : Hadrien, empereur romain.